# Jacques Jacob
Jacques Jacob est un scénariste et un écrivain québécois né en 1945.

## Œuvre

### Romans
- 1998 : Lili Rimbaud

### Nouvelles
- 1988 : Les aventures de Jos Campeau

## Filmographie

### Longs métrages
- 1986 : Henri, long métrage, scénariste
- 1983 : Lucien Brouillard, long métrage, scénariste
- 1975 : Les Vautours, long métrage, scénariste

### Courts et moyens métrages
- 1979 : Les armes à feu au Canada, 30 min, scénariste, 1 épisode
- 1975 : Cher Théo, moyen métrage, scénariste
- 1974 : Par une belle nuit d'hiver, court métrage, scénariste
- 1973 : Trois fois passera, court métrage, scénariste
- 1972 : Les Indrogables, court métrage, scénariste

### Télévision
- 1999 : Haute surveillance : Un tueur en liberté et Râ, série dramatique, 60 min, scénariste, 2 épisodes
- 1997 : Les Bâtisseurs d'eau, série dramatique, 60 min, scénariste, 6 épisodes
- 1996 : Marguerite Volant, série dramatique, 60 min, scénariste, 11 épisodes
- 1995 : Les grands procès : L'affaire Chapdelaine, série dramatique, 60 min, scénariste
- 1994 : Les grands procès : L'affaire Ginette Couture-Marchand, série dramatique, 60 min, scénariste
- 1994 : Scoop I, série télé, 60 min, scénariste-conseil et concepteur
- 1988-1991 : Lance et compte I- II-III, série télé, 60 min, scénariste, 32 épisodes
- 1987 : Le chien de lune, série dramatique télé, 30 min, scénariste
- 1986 : La couronne de la vierge, série dramatique télé, 30 min, scénariste
- 1984 : Murée vive, série dramatique télé, 30 min, scénariste
- 1968 : Le démon de la perversité, série télé, 30 min, scénariste, 1 épisode

## Radio
- 1982 : Un bateau lent pour la Chine, série radio dramatique, 30 min, scénariste, 1 épisode
- 1982 : Frontière impossible, série radio dramatique, 30 min, scénariste, 1 épisode
- 1982 : Fantômes, série radio dramatique, 30 min, scénariste, 1 épisode
- 1982 : La trompette de Jéricho, série radio, 30 min, scénariste, 1 épisode
- 1982 : Blanc-de-mémoire, série radio dramatique, 30 min, scénariste, 1 épisode
- 1982 : Jos campeau et sœur, série radio dramatique, 30 min, scénariste, 1 épisode
- 1980 : Miroir, série radio dramatique, 30 min, scénariste, 1 épisode
- 1978 : La route de l'Inca, série dramatique radio, 30 min, scénariste, 1 épisode
- 1978 : Poupées, série radio dramatique, 30 min, scénariste, 1 épisode
- 1978 : L'eau qui dort, série radio dramatique, 30 min, scénariste, 1 épisode
- 1977 : Judith, série radio dramatique, 30 min, scénariste, 1 épisode
- 1977 : Lili Marlène, série radio dramatique, 30 min, scénariste, 1 épisode
- 1977 : Ironie, série radio dramatique, 30 min, scénariste, 1 épisode
- 1977 : Amour, série radio dramatique, 30 min, scénariste, 1 épisode
- 1977 : Amnésie, série radio dramatique, 30 min, scénariste, 1 épisode
- 1977 : Lola, série radio dramatique, 30 min, scénariste, 1 épisode
- 1977 : Les visiteurs, série radio dramatique, 30 min, scénariste, 1 épisode
- 1976 : Hypnose, série radio dramatique, 30 min, scénariste, 1 épisode
- 1976 : La violeuse, série radio dramatique, 30 min, scénariste, 1 épisode
- 1976 : Nuits, série radio dramatique, 30 min, scénariste, 1 épisode
- 1976 : La femme en blanc, série radio dramatique, 30 min, scénariste, 1 épisode
- 1976 : Enterrement, série radio dramatique, 30 min, scénariste, 1 épisode
- 1975 : Les menottes, série radio dramatique, 30 min, scénariste, 1 épisode
- 1975 : Règlement de comptes, série radio dramatique, 30 min, scénariste, 1 épisode
- 1975 : La longue marche, série radio dramatique, 30 min, scénariste, 1 épisode
- 1975 : Baby sitter, série radio dramatique, 30 min, scénariste, 1 épisode
- 1972 : La nuit des maccabés, série dramatique radio, 30 min, scénariste, 1 épisode
- 1971 : Auto-stop, série radio dramatique, 30 min, scénariste, 1 épisode
- 1971 : La femme fatale, série radio dramatique, 30 min, scénariste, 1 épisode
- 1971 : Un soir un quai, série radio dramatique, 30 min, scénariste, 1 épisode
- 1969 : Le bal des ivrognes, série radio dramatique, 30 min, scénariste, 1 épisode